# عنان (فرس)

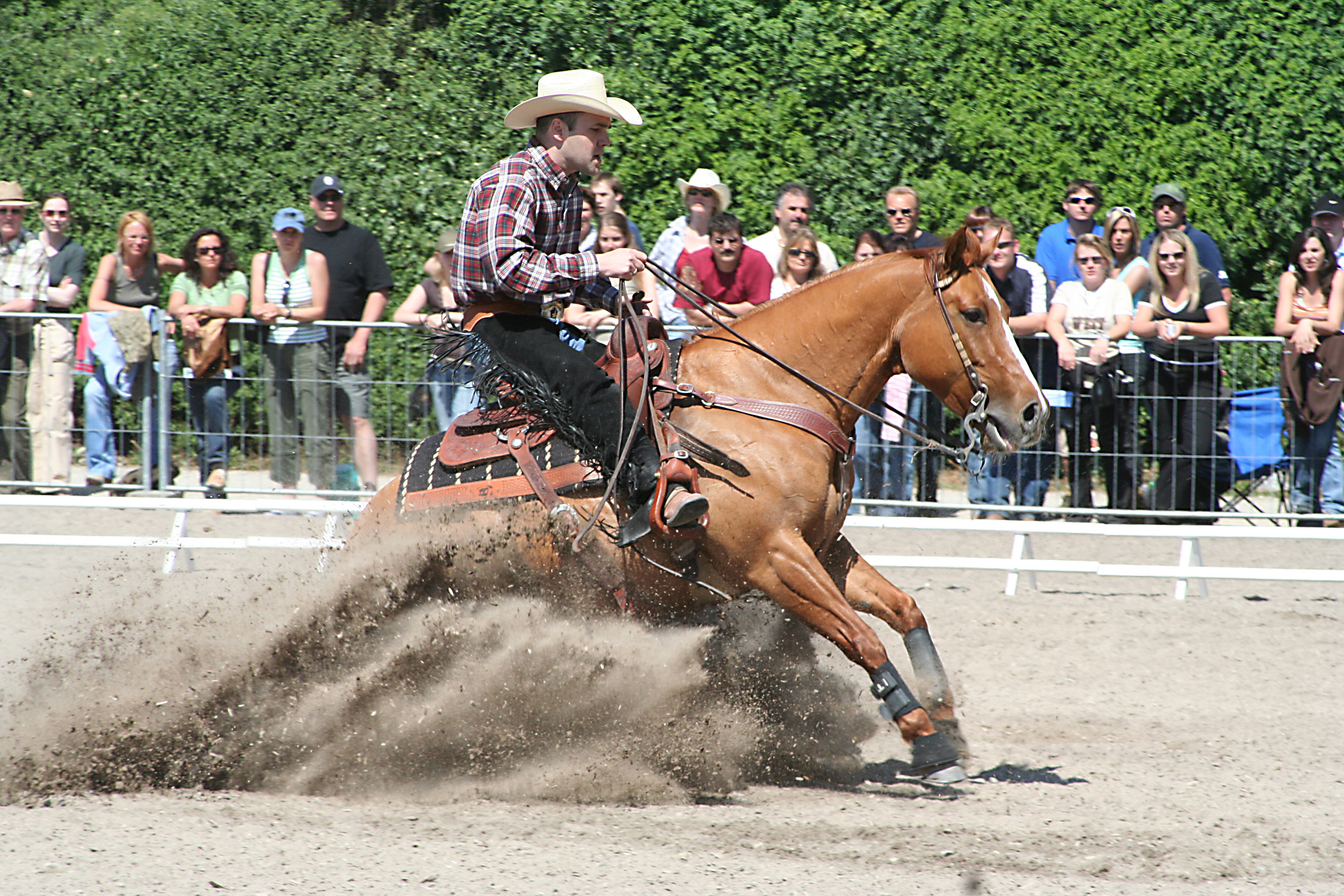
يستخدم العنان لإبطاء وتوجيه الحيوان

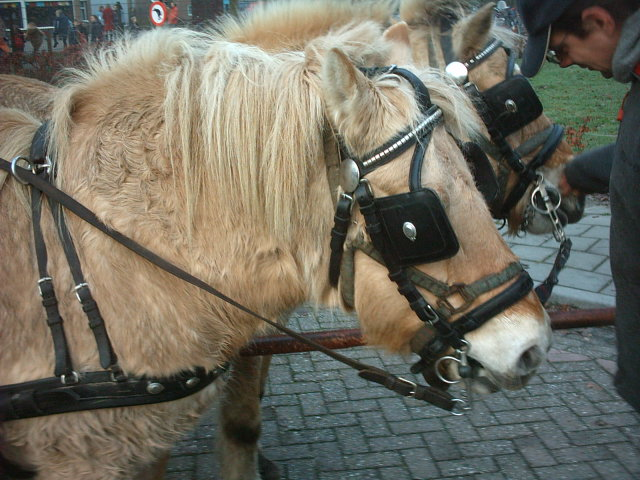
العنان معلق بحلقات الشكيمة

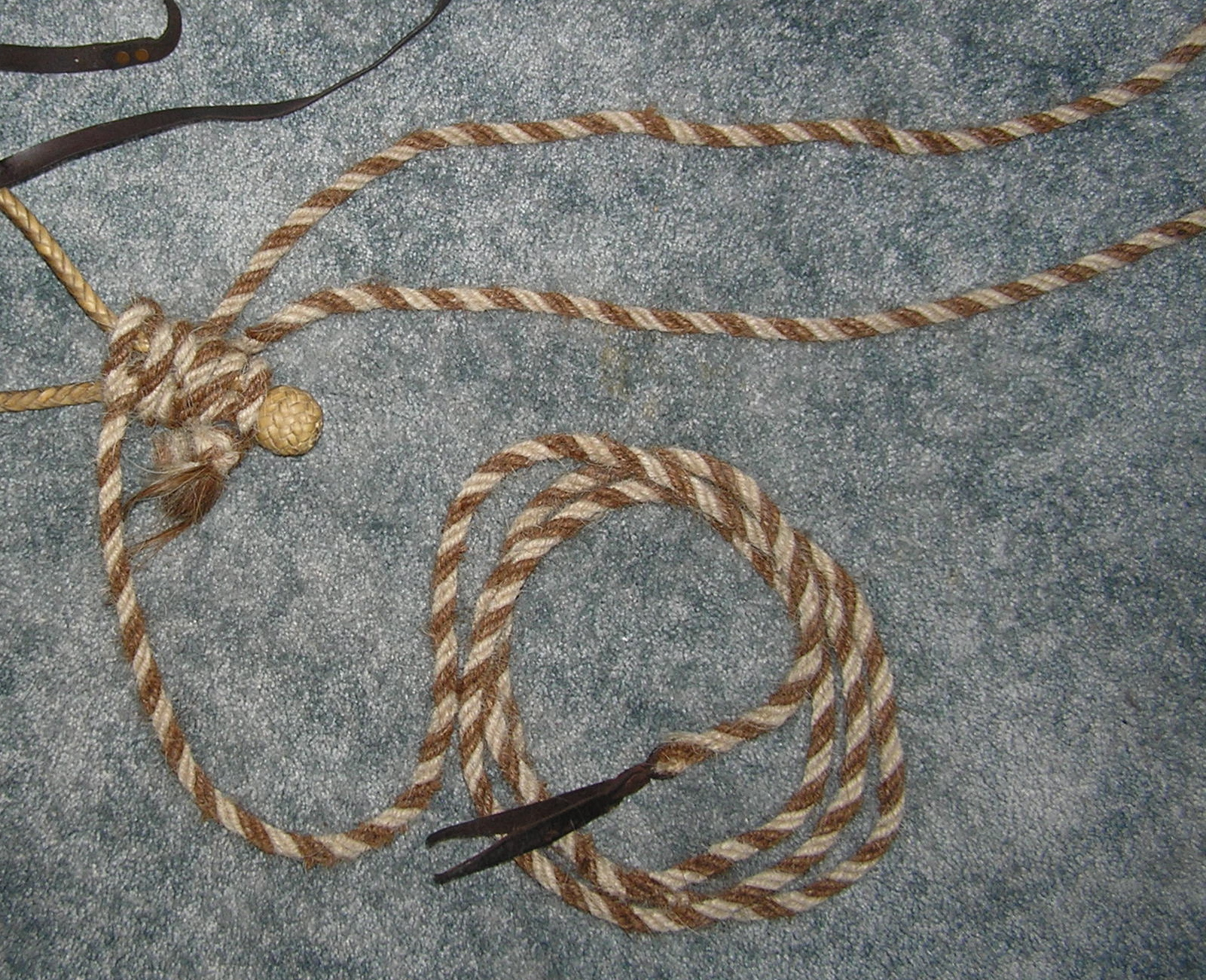

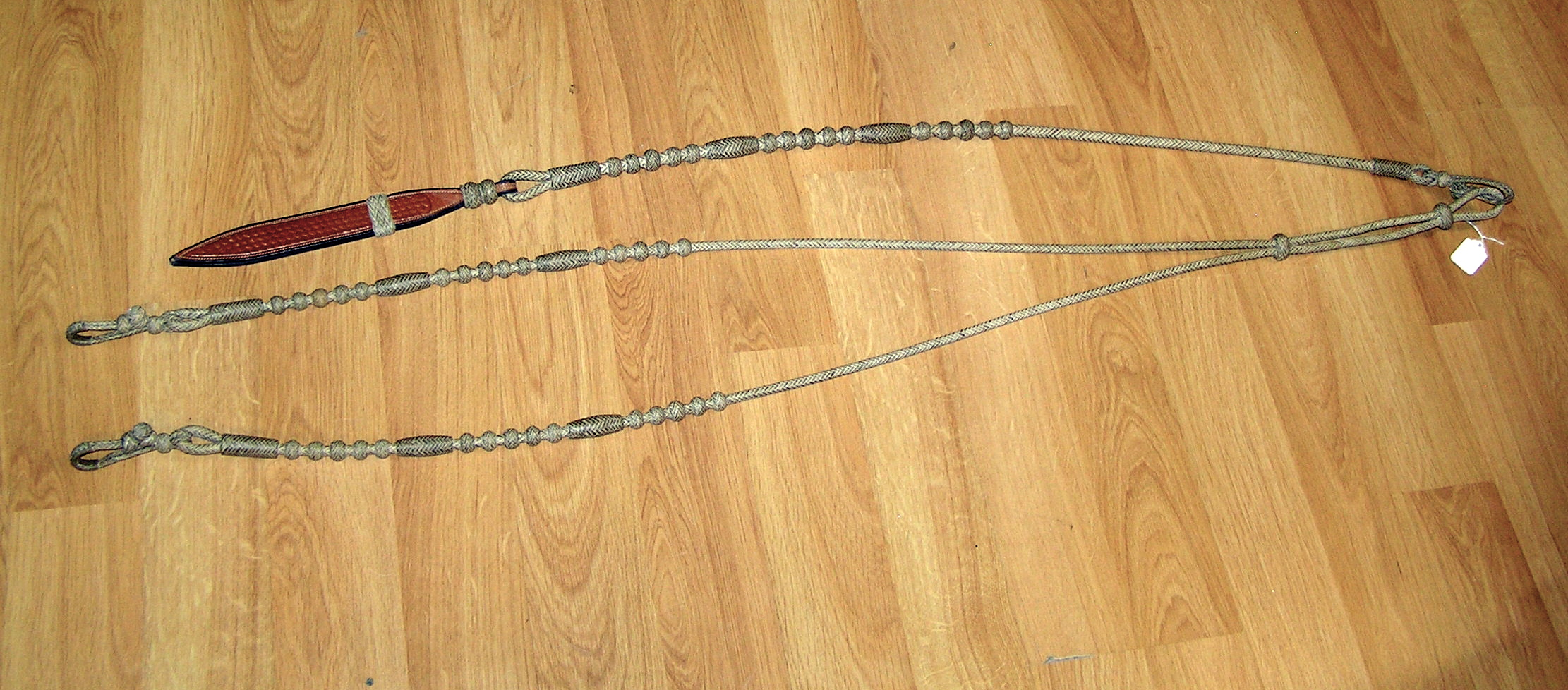
عِنان روميّ من الجلد الخام مضفر نقي

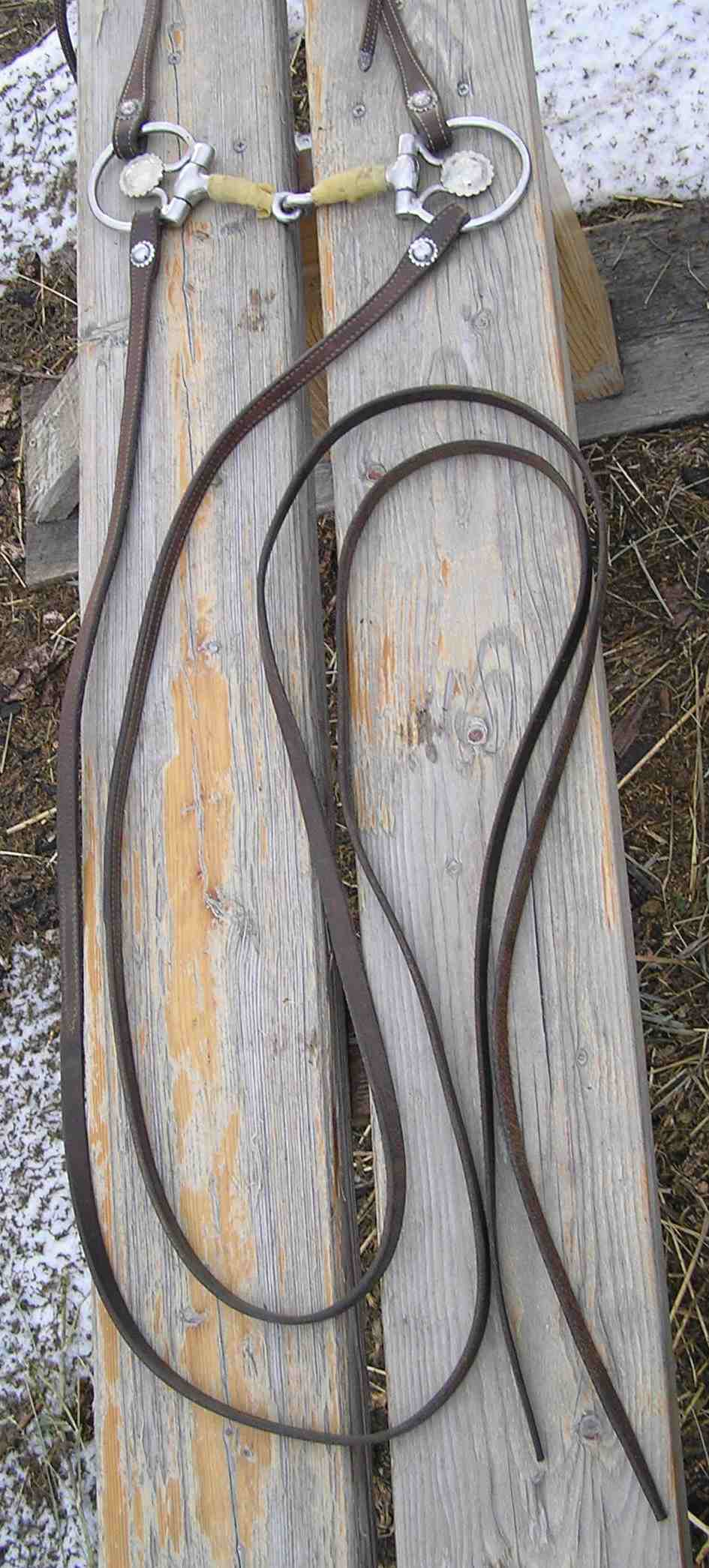
عنان مقسمة متصلة بشكيمة

العِنان أحد عدة الفرس، وهو السِّيْر الذي يُمْسَكُ به الحصان أو أي دابة أخرى ويوجَّهُ به، ويساعد على امتطاء الخيل. تُصنَع العنان من الجلد أو النايلون أو المعدن أو مواد أخرى ، وترتبط باللجام إما عن طريق الشكيمة أو شريط أنفه. قد تستخدم حلقات داعمة لتمديد العنان على ظهر الفرس عندما يجر عربةً.

## استخدام العِنان
يستخدم العنان لإعطاء أوامر أو إشارات خفية. قد تشير الأوامر المختلفة إلى انعطاف، أو إبطاء، أو التوقف أو العودة.